# Lodewijk Roelandt
Lodewijk (soms ook Louis) Joseph Adriaan Roelandt (Nieuwpoort, 31 januari 1786 – Gent, 5 april 1864) was een Belgisch architect. Hij speelde een belangrijke rol in de verspreiding van de neoklassieke en eclectische bouwstijl.
Roelandt studeerde tijdens de Franse periode aan de Academie voor Schone Kunsten te Gent en aan de École Spéciale d'Architecture te Parijs, waar hij leerling was van Charles Percier en Pierre François Léonard Fontaine.
In 1818 werd hij stadsarchitect van Gent en in die stad staan de meeste van zijn bouwwerken. Roelandts integratie van elementen uit historische stijlen als bijvoorbeeld de barok, de renaissance en in beperkte mate de gotiek betekende een belangrijke vernieuwing ten aanzien van de empirestijl en hij stond zo mee aan het begin van de doorbraak van de neostijlen in België.
Een aantal van zijn bekendste leerlingen zijn Louis Delacenserie, Louis Van Overstraeten, Auguste Van Assche, Pierre Nicolas Croquison en Isidore Gérard.
Naast zijn artistieke activiteiten als architect en docent had Roelandt ook een aandeel in de industriële ontwikkeling door de bouw (1820) en exploitatie van een gasfabriek naar Engels model in Gent, een van de vroegste voorbeelden op het Europese continent. 
Zijn dochter Adèle Sylvie was getrouwd met Jozef Geefs, zijn dochter Mathilde-Jeanne met Louis Van Overstraeten.

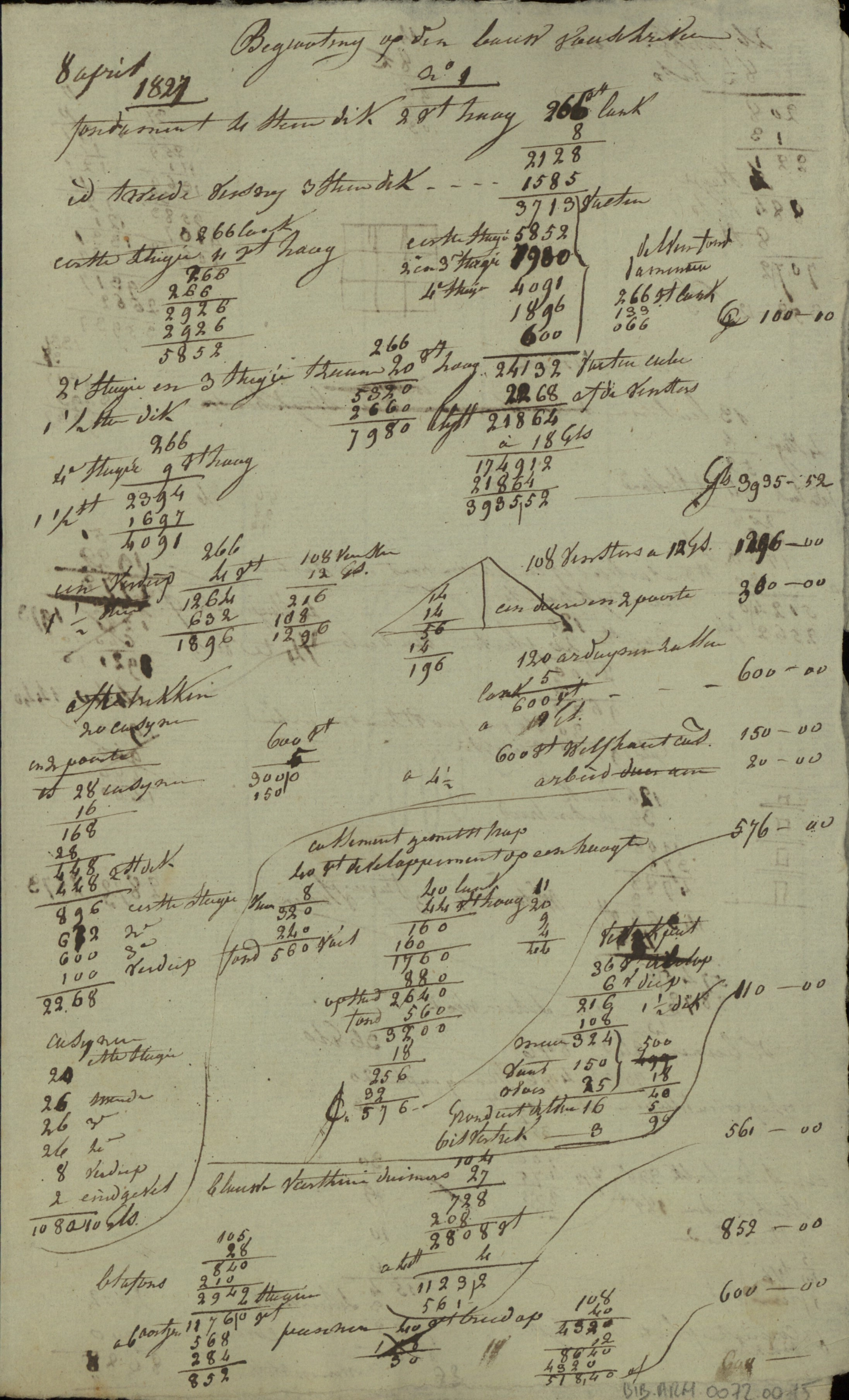
Notities over de begroting van "gebouw no. 2, Coton, fabrique de De Buck Vanderwaerden". Gemaakt door Lodewijk Roelandt, 8 april 1827.

## Lijst van bouwwerken (selectie)
- Uitbreiding van de Emile Braunschool te Gent in classicistische stijl
- Liberale Kring te Geraardsbergen, voorheen Bank Spitaels (1817)
- Aula Academica van de Universiteit Gent (1819-1826)
- Sint-Aldegondiskerk in Deurle (1829, ontwerp)
- Stadhuis van Aalst (1825-1830)
- Voormalige casino van Gent (1835-1836)
- Stadhuis van Ninove (1836)
- Opera in Gent (1840)
- Arena Van Vletingen te Gent, oorspronkelijk de Rijbaan Adjudant Van Vletingen
- Sint-Catharinakerk in Sinaai (verbouwing en verruiming van oudere kerk, 1841-1844)
- Onze-Lieve-Vrouw-van-Bijstand-der-Christenenkerk in Sint-Niklaas (1844, ontwerp)
- Oud Gerechtsgebouw Gent (1836-1846)
- Academiezaal van het Klein-Seminarie in Sint-Truiden (1843-1846)
- Toren van de O.L.V.-kerk in Sint-Truiden (1847-1853)
- Sint-Annakerk in Gent (1851)
- O.L.V.-kerk van Doel (1851-1854)

## Galerij

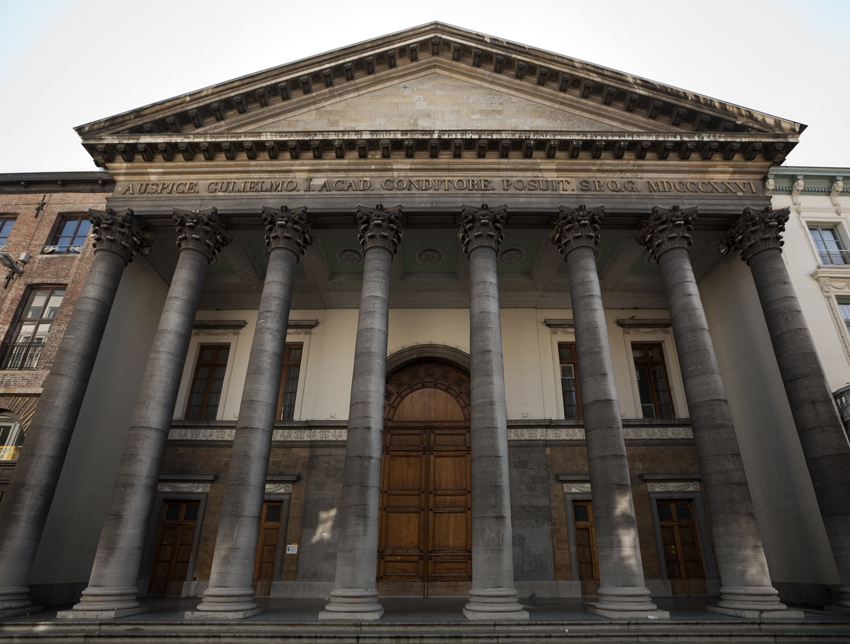
Gent, Aula Academica
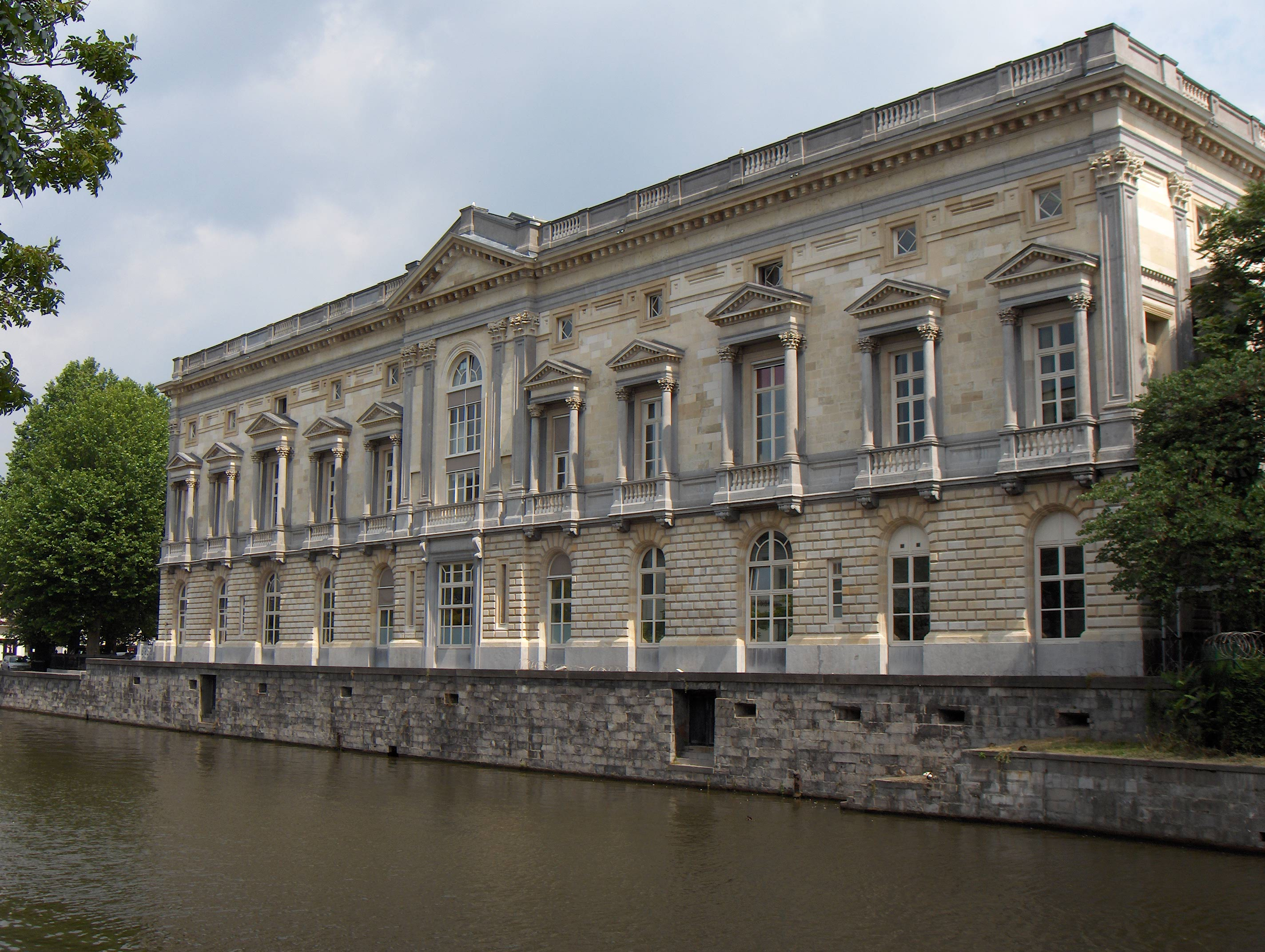
Gent, Oud Gerechtsgebouw
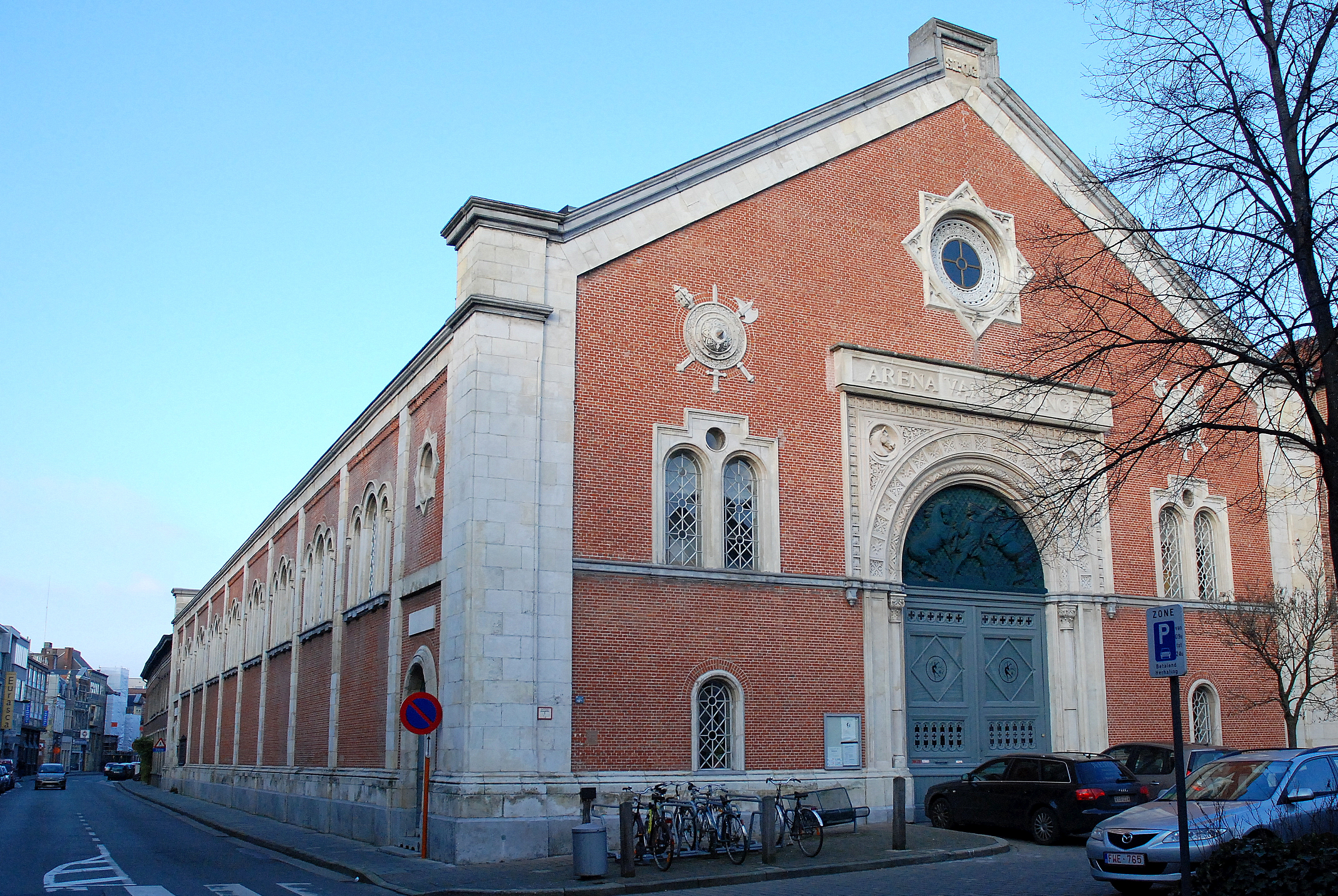
Gent, Arena Van Vletingen
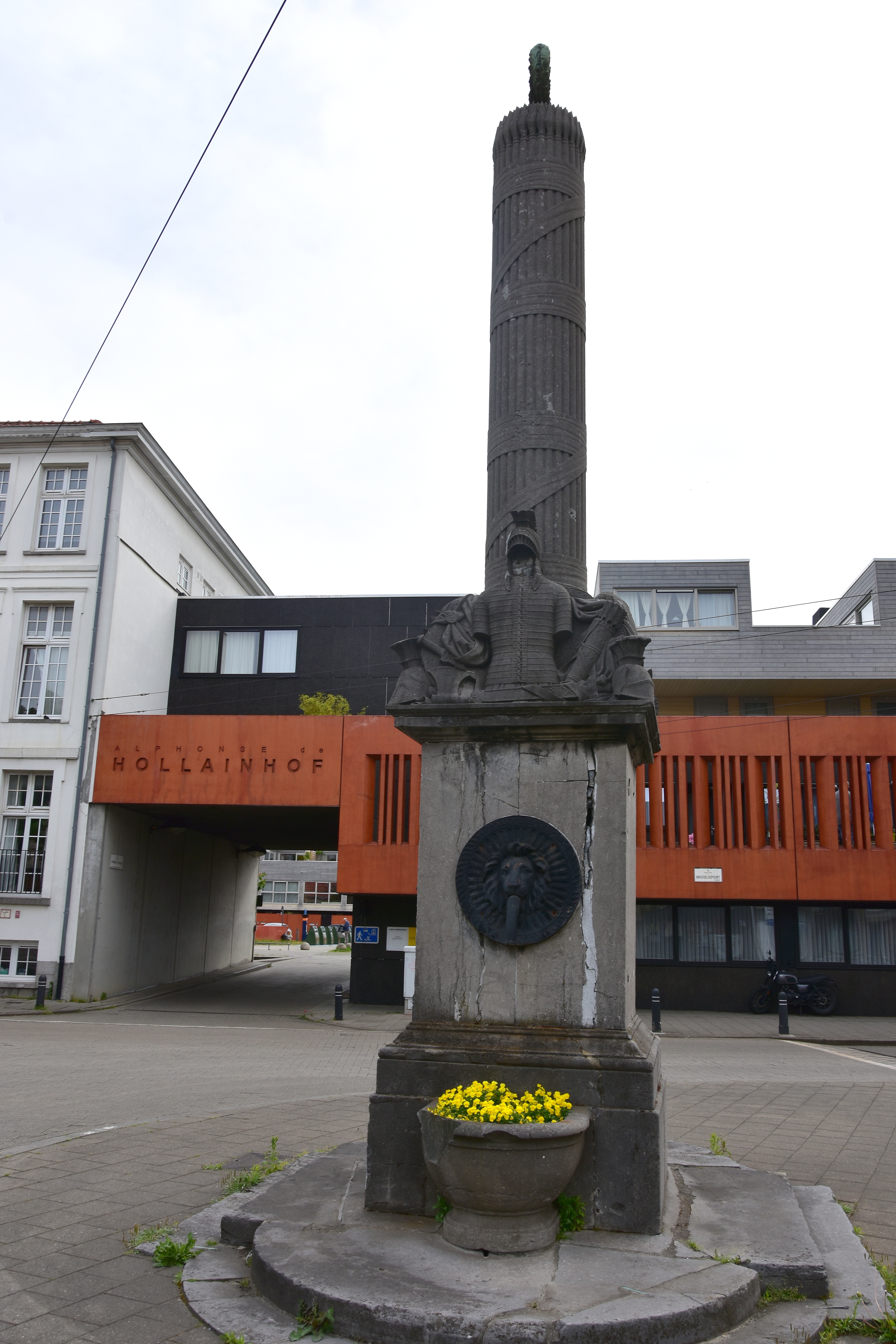
Gent, Pomp van 't Zand aan de kazerne de Hollain
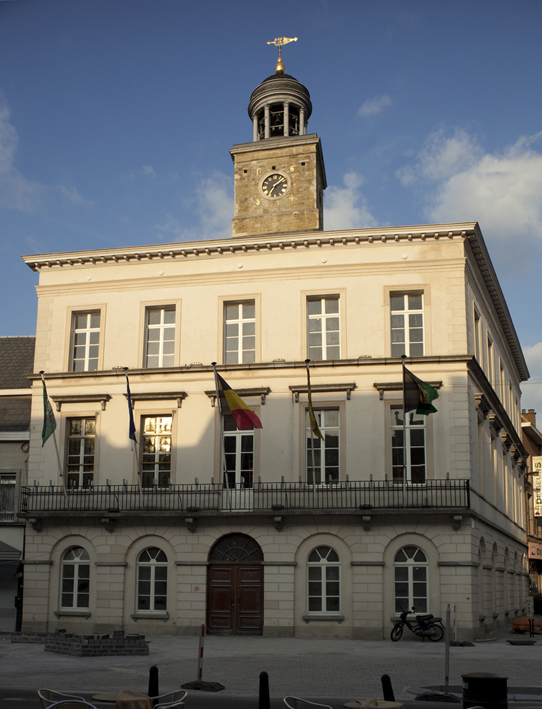
Ninove, Stadhuis
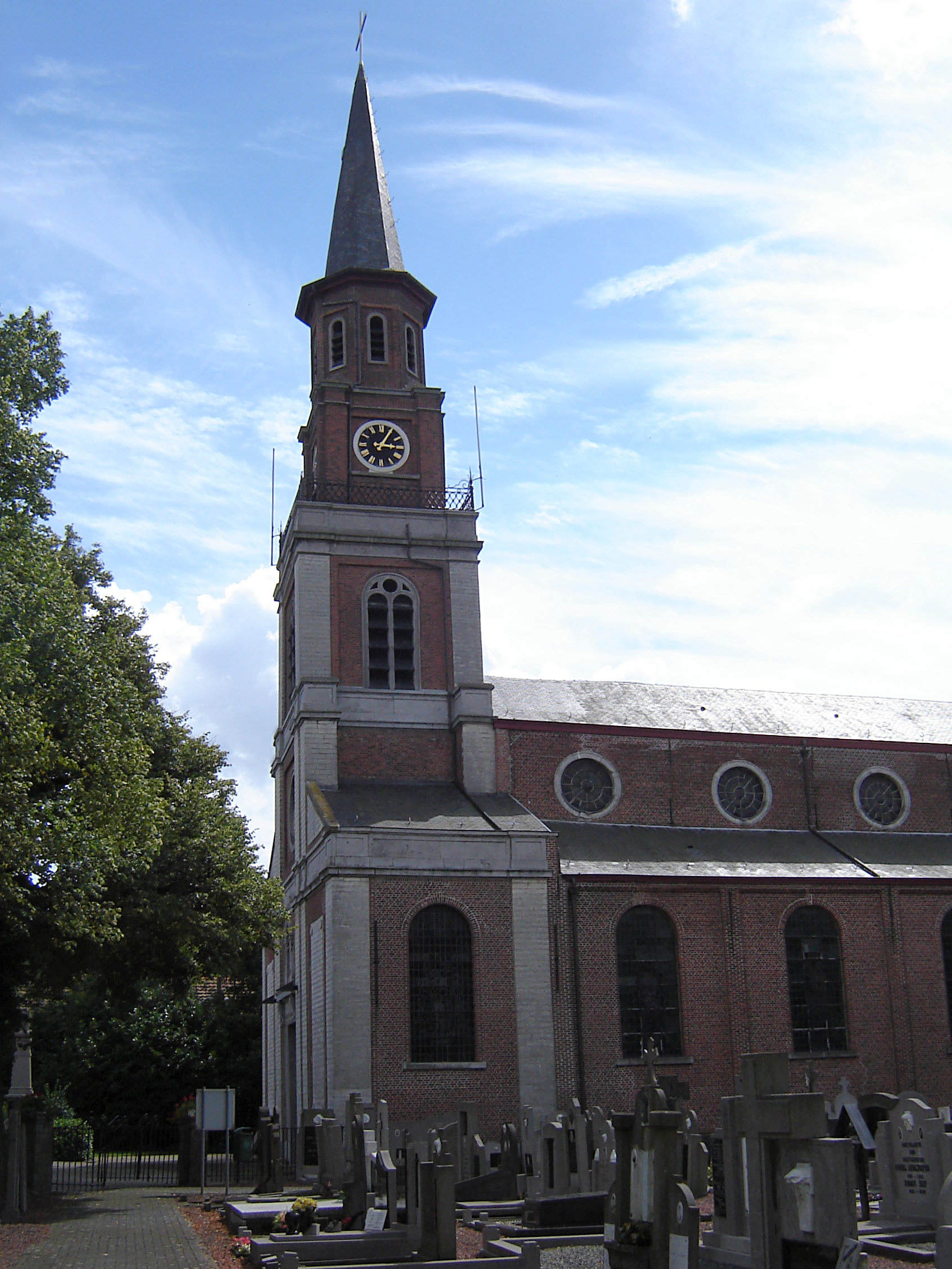
Doel, O.L.V.-kerk